# Dezadeash Range
Dezadeash Range är ett berg i Kanada.   Det ligger i territoriet Yukon, i den västra delen av landet, 4 200 km väster om huvudstaden Ottawa. Toppen på Dezadeash Range är 1 822 meter över havet, eller 586 meter över den omgivande terrängen. Bredden vid basen är 5,9 km.
Terrängen runt Dezadeash Range är kuperad åt sydost, men åt nordväst är den bergig. Trakten runt Dezadeash Range är nära nog obefolkad, med mindre än två invånare per kvadratkilometer.. Det finns inga samhällen i närheten.
Omgivningarna runt Dezadeash Range är i huvudsak ett öppet busklandskap.